# Jim Milburn
James Milburn, detto Jim (Ashington, 21 settembre 1919 – Wakefield, gennaio 1985), è stato un calciatore inglese, di ruolo difensore.

## Biografia
Figlio di John Thomas, ex calciatore, e Elzabeth Ann Charlton, la sua famiglia diede un importante apporto al calcio inglese: difatti i suoi tre fratelli (George, Jack e Stan), suo cugino (Jackie Milburn) ed i nipoti (Bobby e Jack Charlton) furono tutti calciatori professionisti.

## Carriera
Proveniente dal Ashington Colliery Welfare, Milburn entrò a far parte del Leeds Utd dal 1935, entrando a far parte della prima squadra a partire dal 1939. Dal 1939 al 1946 il normale svolgimento dei campionati fu interrotto a causa dello scoppio della seconda guerra mondiale: il campionato riprese nella stagione 1946-1947, conclusosi con la retrocessione del Leeds in cadetteria. Con il suo club giocò nella serie cadetta inglese sino al 1952, anno in cui passa al Bradford PA, club di terza serie, rimanendovi sino al 1955, anno del suo ritiro.